# JP Tower
La JP Tower (ＪＰタワー?)  è un grattacielo che si trova di fronte all'uscita Marunouchi della stazione di Tokyo nel rione Chiyoda, Tokyo.

## Caratteristiche
L'edificio, alto 200 metri e con 38 piani, è stato completato nel maggio 2012 ed è stato aperto al pubblico il 21 marzo 2013.
L'edificio ha sostituito l'ex centro di smistamento postale centrale di Japan Post. Una gran parte dell'originale facciata bassa a cinque piani dell'ufficio postale centrale di Tokyo, progettata nel 1931 da Tetsuro Yoshida, è stata conservata e riqualificata come struttura commerciale e di ristorazione. Gli inquilini di JP Tower includono uffici del gruppo finanziario UFJ Mitsubishi.
Il piano seminterrato si collega direttamente alla stazione di Tokyo e ad altri edifici vicini.